# DAML
Digital Asset Modeling Language (DAML) è un linguaggio di programmazione open source progettato per la scrittura di applicazioni distribuite. DAML funge da Linguaggio di programmazione che aiuta a modellare gli accordi tra istituti finanziari e individui e funziona sulle principali piattaforme blockchain. È stato sviluppato da una società tecnologica chiamata Elevence basata a Zurigo ed è stato pubblicato da Digital Asset Holdings dopo aver acquisito Elevence nel 2016.